# Louis Daniel Nebelsick
Louis Daniel Nebelsick (* 12. Dezember 1957 in Berlin) ist ein US-amerikanischer Prähistoriker und Hochschullehrer mit einem fachlichen Schwerpunkt auf der jüngeren Vorgeschichte Mitteleuropas.

## Leben und wissenschaftlicher Werdegang
Nebelsick wurde also Sohn des Theologen und Wissenschaftshistorikers Harold Nebelsick (1925–1989) und dessen Frau Melissa Koehler geboren. Er wuchs in New York, zwischen 1962 und 1968 in Beirut und schließlich in Louisville (KY) auf und besuchte dort bis 1971 die Atherton High School.
1975 nahm Nebelsick seine Studien an der Universität Göttingen auf, erwarb 1980 den Master of Arts in Archäologie an der University of Edinburgh und den Dr. phil. in Prähistorischer Archäologie 1994 an der Freien Universität Berlin mit einer Untersuchung zum Thema "Das ältereisenzeitliche Gräberfeld von Loretto im Burgenland. Ein Beitrag zum Wandel der Bestattungssitten und des Beigabenspektrums während der Urnenfelder- und Hallstattzeit am Nordostalpenrand".
Von 1985 bis 1987 war er Assistent am Institut für Prähistorische Archäologie der FU Berlin, von 1988 bis 1992 arbeitete er am Deutschen Historischen Museum und beschäftigte sich mit der Identifizierung von kriegsgeschädigten Exponaten aus dem Museum für Vor- und Frühgeschichte in Berlin sowie der Konzeption und Produktion der Ausstellung "Schätze aus dem Schutt". Zwischen 1995 und 1996 war Nebelsick wissenschaftlicher Koordinator des DFG-Projekts zur Edition des bronze- und eisenzeitlichen Friedhofs von Niederkaina (Sachsen) am Landesamt für Archäologie Sachsen. 1996 bis 1997 war er erneut Assistent am Institut für Prähistorische Archäologie der Freien Universität Berlin und von 1999 bis 2001 Projektleiter des Niederkaina-Projekts am Landesamt für Archäologie Sachsen in Dresden. Von 2001 bis 2007 leitete Louis Nebelsick dort die Abteilung Ausstellungsmanagement.
Seit 2007 lehrt Louis Nebelsick als Professor an der Kardinal-Stefan-Wyszyński-Universität Warschau. Weiterhin ist er am Landesamt für Denkmalpflege und Archäologie in Halle beschäftigt. Im Rahmen dieser Anstellungen untersuchte er den spätbronzezeitlichen Burgwall von Kemberg.
Er ist mit der in München tätigen Prähistorikerin Carola Metzner-Nebelsick verheiratet und hat ein Kind.

## Schriften (Auswahl)
- mit Hermann Born: Ein bronzener Prunkhelm der Hallstattzeit. Berlin 1991, ISBN 3-9802754-0-X.
- mit Werner Coblenz: Das prähistorische Gräberfeld von Niederkaina bei Bautzen. Band 1. Stuttgart 1997, ISBN 3-8062-1232-5.
- mit Werner Coblenz: Das prähistorische Gräberfeld von Niederkaina bei Bautzen. Band 2. Stuttgart 1997, ISBN 3-8062-1323-2.
- mit Ernst Lauermann und Alexandrine Eibner: Hallstattkultur im Osten Österreichs. Sankt Pölten 1997, ISBN 3-85326-053-5.